# سان لوران بلانجي
سان لوران بلانجي (بالفرنسية: Saint-Laurent-Blangy)‏ هي بلدية تقع في إقليم باد كاليه من منطقة نور با دو كاليه في شمال فرنسا. تبلغ مساحة هذه المدينة 9.83 (كم²)، وترتفع عن سطح البحر 93 م، يبلغ عدد سكانها 5619 نسمة حسب إحصاء المعهد الوطني للإحصاء والدراسات الاقتصادية سنة 2009 م. وترأس Jean-Pierre Deleury البلدية خلال فترة (2001-2008).